# جيسي ويب
جيسي ويب (بالإنجليزية: Jessie Webb)‏ هي مؤرخة أسترالية، ولدت في 31 يوليو 1880، وتوفيت في 17 فبراير 1944.